# Calificările pentru Campionatul Mondial de Fotbal 2022 (CAF)
Secțiunea africană a Calificărilor pentru Campionatul Mondial FIFA 2022 este un act al calificărilor pentru Campionatul Mondial de Fotbal 2022 ce s-a va disputa în Qatar. Acesta s-a aplicat echipelor naționale de fotbal, membre ale CAF. În turneul final au fost disponibile 5 locuri pentru echipe din CAF.

## Format
O propunere anterioară de îmbinare a Calificărilor pentru Cupa Africii pe Națiuni 2021 cu cele pentru Cupa Mondială a fost respinsă după o întâlnire CAF din 11 iunie 2018.
CAF a revenit la formatul utilizat pentru Calificările pentru Campionatul Mondial de Fotbal 2014.

## Program
Mai jos este programul campaniei de calificare pentru Cupa Mondială FIFA 2022.
| Etapă         | Ziua meciului  | Zilele internaționale FIFA    |
| ------------- | -------------- | ----------------------------- |
| Prima rundă   | Tur            | 4–7 septembrie 2019           |
| Prima rundă   | Retur          | 8-10 septembrie 2019          |
| Runda a doua  | Ziua de meci 1 | 23–31 martie 2020             |
| Runda a doua  | Ziua de meci 2 | 1–9 iunie 2020                |
| Runda a doua  | Ziua de meci 3 | 22-30 martie 2021             |
| Runda a doua  | Ziua de meci 4 | 22-30 martie 2021             |
| Runda a doua  | Ziua de meci 5 | 30 august – 7 septembrie 2021 |
| Runda a doua  | Ziua de meci 6 | 4–12 octombrie 2021           |
| Runda a treia | Tur            | 8–16 noiembrie 2021           |
| Runda a treia | Retur          | 8–16 noiembrie 2021           |

## Participanți
Toate cele 54 de echipe naționale afiliate FIFA (din partea CAF) sunt elegibile să joace.
Libia a fost amenințată cu excluderea din calificări dacă nu reușea să plătească datoriile către fostul lor antrenor Javier Clemente. Cu toate acestea, Libia s-a conformat după ce FIFA le-a dat un nou termen. Sierra Leone de asemenea, s-a confruntat cu o posibilă excludere din calificări din cauza suspendării Federației de Fotbal din Sierra Leone. Cu toate acestea, suspendarea a fost ridicată de Consiliul FIFA la 3 iunie 2019.
| Trec direct în runda a doua (Clasate de la 1 la 26) | Concurează în prima rundă (Clasate de la 27 la 54) |
| --- | --- |
| 1. Senegal (20) 2. Tunisia (29) 3. Nigeria (33) 4. Algeria (40) 5. Maroc (41) 6. Egipt (49) 7. Ghana (50) 8. Camerun (53) 9. RD Congo (56) 10. Coasta de Fildeș (57) 11. Mali (59) 12. Burkina Faso (61) 13. Africa de Sud (70) 14. Guineea (75) 15. Capul Verde (76) 16. Uganda (80) 17. Zambia (81) 18. Benin (82) 19. Gabon (90) 20. Congo (91) 21. Madagascar (96) 22. Niger (104) 23. Libia (105) 24. Mauritania (106) 25. Kenya (107) 26. Republica Centrafricană (111) | 1. Zimbabwe (112) 2. Sierra Leone (114) 3. Mozambic (116) 4. Namibia (121) 5. Angola (122) 6. Guinea-Bissau (123) 7. Malawi (126) 8. Togo (128) 9. Sudan (129) 10. Rwanda (133) 11. Tanzania (137) 12. Guineea Ecuatorială (139) 13. Lesotho (144) 14. Comore (146) 15. Botswana (147) 16. Burundi (148) 17. Etiopia (150) 18. Liberia (152) 19. Mauritius (157) 20. Gambia (161) 21. Sudanul de Sud (169) 22. Ciad (175) 23. São Tomé și Príncipe (185) 24. Seychelles (192) 25. Djibouti (195) 26. Somalia (202) 27. Eritrea (202) |

## Prima rundă
Prima rundă va consta din 14 meciuri jucate tur-retur, cu cele 28 de echipe clasate cel mai jos din Africa. Tragerea la sorți a primei runde a avut loc la sediul CAF din Cairo, Egipt, la 29 iulie 2019.

### Tragerea
Tragerea pentru prima rundă s-a bazat pe ediția din iulie 2019 a Clasamentului Mondial FIFA.
| Bol 1 | Bol 2 |
| --- | --- |
| - Zimbabwe (112) - Sierra Leone (114) - Mozambic (116) - Namibia (121) - Angola (122) - Guinea-Bissau (123) - Malawi (126) - Togo (128) - Sudan (129) - Rwanda (133) - Tanzania (137) - Guineea Ecuatorială (139) - Eswatini (139) - Lesotho (144) | - Comore (146) - Botswana (147) - Burundi (148) - Etiopia (150) - Liberia (152) - Mauritius (157) - Gambia (161) - Sudanul de Sud (169) - Ciad (175) - São Tomé și Príncipe (185) - Seychelles (192) - Djibouti (195) - Somalia (202) - Eritrea (202) |

### Meciurile
| Echipa #1            | Total          | Echipa #2           | Tur | Retur |
| -------------------- | -------------- | ------------------- | --- | ----- |
| Etiopia              | 1–1 (a)        | Lesotho             | 0–0 | 1–1   |
| Somalia              | 2–3            | Zimbabwe            | 1–0 | 1–3   |
| Eritrea              | 1–4            | Namibia             | 1–2 | 0–2   |
| Burundi              | 2–2 0–3 d.l.d. | Tanzania            | 1–1 | 1–1   |
| Djibouti             | 2–1            | Eswatini            | 2–1 | 0–0   |
| Botswana             | 0–1            | Malawi              | 0–0 | 0–1   |
| Gambia               | 1–3            | Angola              | 0–1 | 1–2   |
| Liberia              | 3–2            | Sierra Leone        | 3–1 | 0–1   |
| Mauritius            | 0–3            | Mozambic            | 0–1 | 0–2   |
| São Tomé și Príncipe | 1–3            | Guinea-Bissau       | 0–1 | 1–2   |
| Sudanul de Sud       | 1–2            | Guineea Ecuatorială | 1–1 | 0–1   |
| Comore               | 1–3            | Togo                | 1–1 | 0–2   |
| Ciad                 | 1–3            | Sudan               | 1–3 | 0–0   |
| Seychelles           | 0–10           | Rwanda              | 0–3 | 0–7   |